# Канада на летних Олимпийских играх 1936
Канада принимала участие в Летних Олимпийских играх 1936 года в Берлине (Германия) в девятый раз за свою историю, и завоевала пять бронзовых, три серебряные, одну золотую медали. Сборную страны представляли 18 женщин.

## 01!Золото
- Каноэ, мужчины — Франк Амио

## 02!Серебро
- Баскетбол, мужчины:
  - Гордон Эйтчисон;
  - Ян Эллисон;
  - Арт Чепман;
  - Чак Чепман;
  - Эдвард Доусон;
  - Ирвинг Мерецкий;
  - Даг Педен;
  - Джеймс Стюарт;
  - Малколм Уайзман.
- Каноэ, мужчины — Франк Сакер и Харвей Чартерс.
- Лёгкая атлетика, мужчины, 400 метров с препятствиями — Джон Лоаринг.

## 03!Бронза
- Каноэ, мужчины — Франк Сакер и Харвей Чартерс.
- Лёгкая атлетика, женщины, 4х100 метров, эстафета — Dorothy Brookshaw, Mildred Dolson, Hilda Cameron, Aileen Meagher.
- Лёгкая атлетика, женщины, 80 метров с препятствиями — Элизабет Тейлор.
- Лёгкая атлетика, мужчины, 800 метров — Фил Эдвардс.
- Борьба, мужчины — Джозеф Шляймер.

## Результаты соревнований

### Академическая гребля
Соревнования в академической гребле на Играх 1936 года проходили с 11 по 14 августа. В следующий раунд из каждого заезда проходили несколько лучших экипажей (в зависимости от раунда и дисциплины). В финал выходили 6 сильнейших экипажей.
Мужчины
| Соревнование | Спортсмены      | Предварительный заезд | Предварительный заезд | Предварительный заезд | Отборочный заезд | Отборочный заезд | Отборочный заезд | Полуфинал | Полуфинал | Полуфинал | Финал  | Финал |
| Соревнование | Спортсмены      | Заезд                 | Время                 | Место                 | Заезд            | Время            | Место            | Заезд     | Время     | Место     | Время  | Место |
| ------------ | --------------- | --------------------- | --------------------- | --------------------- | ---------------- | ---------------- | ---------------- | --------- | --------- | --------- | ------ | ----- |
| одиночки     | Чарльз Кэмпбелл | 2                     | 7:25,7                | 3                     | 4                | 7:31,0           | 1 Q              | 2         | 8:02,2    | 3 Q       | 8:35,0 | 4     |

### Парусный спорт
| Класс   | Спортсмены        | Гонка | Гонка | Гонка | Гонка | Гонка | Гонка | Гонка | Очки | Место |
| Класс   | Спортсмены        | 1     | 2     | 3     | 4     | 5     | 6     | 7     | Очки | Место |
| ------- | ----------------- | ----- | ----- | ----- | ----- | ----- | ----- | ----- | ---- | ----- |
| Олимпик | Реджинальд Диксон | 11    | 14    | 11    | 3     | 24    | 19    | 16    | 84   | 16    |